# Стівен Малкольм
Стівен Малькольм (англ. Stephen Malcolm, 2 травня 1970, Сент-Джеймс — 28 січня 2001, Данканс) — ямайський футболіст, що грав на позиції півзахисника.
Протягом усієї кар'єри виступав за клуб «Себа Юнайтед», а також національну збірну Ямайки, з якою був учасником чемпіонату світу 1998 року.

## Клубна кар'єра
У дорослому футболі дебютував 1989 року виступами за команду клубу «Себа Юнайтед», кольори якої і захищав протягом усієї своєї кар'єри гравця, що тривала тринадцять років. У складі «Себа Юнайтед» був одним з головних бомбардирів команди, маючи середню результативність на рівні 0,63 голу за гру першості. Виступаючи за клуб, Малкольм шість разів виграв Кубок Ямайки, а 1997 року допоміг команді виграти національне чемпіонство, а також стати фіналістом Клубного чемпіонату Карибського футбольного союзу.

## Виступи за збірну
1995 року дебютував в офіційних матчах у складі національної збірної Ямайки.
У складі збірної був учасником розіграшу Золотого кубка КОНКАКАФ 1998 року у США, де став з командою четвертим, а влітку того ж року поїхав зі збірної на перший в її історії чемпіонат світу 1998 року у Франції. На мундіалі Стівен зіграв у двох іграх: з Хорватією (1:3) і Японією (2:1), але його команда не вийшла з групи.
Всього протягом кар'єри у національній команді, яка тривала 7 років, провів у формі головної команди країни 68 матчів, забивши 3 голи.

## Загибель
28 січня 2001 року, через кілька годин після матчу збірної проти Болгарії у Кінгстоні Стівен Малькольм розбився в автокатастрофі на зворотному шляху в Монтего-Бей. У його автомобіля лопнуло колесо, машина врізалася в огорожу і перекинулася недалеко від Фолмаута. У машині був також Теодор Вітмор, ще один гравець збірної, але він вижив. Ще за три роки до цього Малкольм і Вітмор потрапили в автоаварію, в якій постраждав захисник збірної Ямайки Даррант Браун.
З 2011 року футболка з номером 2 клубу «Монтего-Бей Юнайтед» (колишнього «Себа Юнайтед») вилучена з обігу в пам'ять про Малкольма.